# Лёнинген
Лёнинген (нем. Löningen) — город в Германии, в земле Нижняя Саксония.
Входит в состав района Клоппенбург. Население составляет 13 166 человек (на 31 декабря 2010 года). Занимает площадь 143 км². Официальный код — 03 4 53 011.
| Год  | Население |
| ---- | --------- |
| 1990 | 11 002    |
| 1995 | 12 473    |
| 2000 | 13 023    |
| 2005 | 13 228    |
| 2010 | 13 231    |

Лёнинген

Лёнинген является промышленным и коммерческим центром.
Основными отраслями являются машиностроение и производство инструментов, предприятия по производству продуктов питания, строительная промышленность (компания Remmers Gruppe по производству продуктов для защиты и реставрации зданий).
Развито сельское хозяйство, имеются многочисленные сельскохозяйственные технологические компании.